# Джаковичевский батальон
Батальон имени Джуро Джаковича (исп. Batallón Đuro Đaković, сербохорв. Батаљон Ђуро Ђаковић / Bataljon Đuro Đaković) — югославский пехотный батальон интернациональных бригад, участвовавший в Гражданской войне Испании на стороне республиканцев. Назван в честь югославского революционера Джуро Джаковича, секретаря Коммунистической партии Югославии в 1928—1929 годах, арестованного и позднее застреленного при попытке бегства во время правления югославского короля Александра I. Батальон сражался часто бок о бок с болгарским батальоном имени Деды Благоева. В состав югославского батальона входили несколько сотен из 543 югославов, сражавшихся в батальонах имени Масарика, Джаковича и Димитрова (всего насчитывалось 1664 югославских добровольца в Испании).

## Состав
В состав батальона входила рота пулемётчиков и три роты пехотинцев. Помимо югославов, в батальоне несли службу и многочисленные испанцы (среди них встречались часто анархисты). Некоторое время батальон действовал независимо (с 10 апреля по 28 июня 1937, но затем нёс службу в разных подразделениях :
- 13-я польская интербригада (28 апреля — 4 августа 1937)
- 45-я дивизия (4 августа — 19 октября 1937)
- Резерв 45-й дивизии (19 октября 1937 — 13 февраля 1938)
- 129-я интербригада (13 февраля — 5 октября 1938)

## Боевой путь
Батальон участвовал в крупнейших сражениях Гражданской войны: битвах за Мадрид, на реке Харама, при Брунете. В составе XV интербригады он зачастую отбивал многочисленные атаки фалангистов, неся при этом огромные потери. Так, во время Арагонской операции и осады Сарагосы батальон потерял большую часть своего личного состава, вследствие чего его перевели в резерв. Последнее сражение, в котором он принял участие, состоялось на реке Эбро. В сентябре 1938 года во время прощального парада в Барселоне батальон был распущен официально, но его солдаты продолжали сражаться вплоть до конца войны и оборонять Барселону.

## Судьба бойцов
После капитуляции республиканцев большинство из югославов были интернированы во Францию как враги режима Франко. После оккупации Франции нацистами некоторые бывшие интербригадиры бежали из лагерей и вступили в антинацистское движение «маки», а некоторым удалось даже вернуться в Югославию: им пришлось защищать свою Родину в годы Народно-освободительной войны Югославии. Самыми известными ветеранами Гражданской войны, которые проявили себя в боях против немцев, стали генералы Пеко Дапчевич, Коча Попович, Коста Надь и Петар Драпшин.

## Известные бойцы батальона
| - Пеко Дапчевич - Алекса Демниевски - Фадил «Шпанац» Яхич - Отмар Креачич - Коста Надь - Благое Нешкович - Петар Драпшин | - Франьо «Сельо» Огулинац - Марко Орешкович - Благое Парович - Иван Рукавина - Никола «Црни» Цар - Луис Альварес Юсте - Коча Попович |